# Different Class
Different Class — пятый студийный альбом британской рок-группы Pulp, вышедший в 1995 году. Диск поднялся на #1 в UK Album Charts сразу же после выхода в октябре 1995 года, оставался в списках 38 недель и разошёлся в Британии более чем миллионным тиражом.
Один из ключевых альбомов брит-поп-музыки девяностых. В 2013 году был занесён в список  «500 величайших альбомов всех времён по версии журнала New Musical Express», где занял шестое место, а в 2020 году журнал «Rolling Stone» включил альбом в обновлённый список «500 величайших альбомов всех времён», где альбом занял 162-ю строчку.

## Список композиций
1. «Mis-Shapes»
2. «Pencil Skirt»
3. «Common People»
4. «I Spy»
5. «Disco 2000»
6. «Live Bed Show»
7. «Something Changed»
8. «Sorted For E’s & Wizz»
9. «F.E.E.L.I.N.G.C.A.L.L.E.D.L.O.V.E.»
10. «Underwear»
11. «Monday Morning»
12. «Bar Italia»

## Альбомные синглы
- «Common People»
- «Disco 2000»

11 сентября 2006 года в Великобритании вышло переиздание альбома на двух дисках. Второй диск содержит неизданные песни и прочие раритеты.
Список композиций второго диска:
1. «Common People (at Glastonbury)» (b-side)
2. «Mile End» (b-side)
3. «PTA» (b-side)
4. «Ansaphone» (demo)+
5. «Paula» (demo)+
6. «Catcliffe Shakedown» (demo)+
7. «We Can Dance Again» (demo)+
8. «Don’t Lose It» (demo)+
9. «Whisky in the Jar» (French only b-side — not available in UK before)
10. «Disco 2000» (Nick Cave Pub Rock Version)+
11. «Common People» (Vocoda Mix) (b-side)

+ ранее не изданные песни